# Pietro Beruatto
Pietro Beruatto (Trieste, 21 dicembre 1998) è un calciatore italiano, difensore del Pisa.

## Biografia
È figlio di Paolo Beruatto, ex calciatore. Sua sorella Greta è stata finalista a Miss Italia 2020, mentre il fratello Andrea è un attore. È nato a Trieste (come le sorelle Greta e la maggiore Giulia) poiché il padre, nel 1997, vi trasferì la famiglia per allenare la Triestina.

## Caratteristiche tecniche
Ricopre il ruolo di terzino prevalentemente sinistro, essendo mancino.

## Carriera

### Club
Cresciuto nel settore giovanile della Juventus, nell'estate del 2017 passa in prestito al Vicenza, militante in Serie C. Debutta il 27 agosto nella vittoria casalinga per 3 a 0 contro il Gubbio. Il prestito doveva durare fino a fine stagione ma durò solo 5 mesi a causa di un infortunio alla spalla che costrinse Beruatto a terminare anticipatamente la sua stagione.
Dalla stagione successiva venne aggregato alla neoformatasi Juventus U23, squadra under 23 della Juventus, militante in Serie C. In due stagioni colleziona 58 presenze segnando il primo gol tra i professionisti, il 18 novembre 2018, nella sconfitta interna contro il Pontedera. Conquista la Coppa Italia Serie C nella stagione 2019-2020.
Nell'autunno del 2020 torna in prestito al Vicenza, stavolta militante in Serie B. Esordisce in Serie B il 26 settembre contro il Venezia.
Il 15 luglio 2021 passa in prestito dalla Juventus U23 al Pisa. Qui trova la prima rete in Serie B, nel pareggio contro la Cremonese per 1-1. A fine stagione viene riscattato dal club toscano.
Il 10 gennaio 2025 viene ceduto in prestito alla Sampdoria.

### Nazionale
Nel maggio del 2021 viene convocato nella nazionale Under 21 dell'Italia in vista degli europei di categoria, non scendendo però mai in campo nella manifestazione.

## Statistiche

### Presenze e reti nei club
Statistiche aggiornate al 13 maggio 2025.
| Stagione            | Squadra             | Campionato          | Campionato | Campionato | Coppe nazionali | Coppe nazionali | Coppe nazionali | Coppe continentali | Coppe continentali | Coppe continentali | Altre coppe | Altre coppe | Altre coppe | Totale | Totale |
| Stagione            | Squadra             | Comp                | Pres       | Reti       | Comp            | Pres            | Reti            | Comp               | Pres               | Reti               | Comp        | Pres        | Reti        | Pres   | Reti   |
| ------------------- | ------------------- | ------------------- | ---------- | ---------- | --------------- | --------------- | --------------- | ------------------ | ------------------ | ------------------ | ----------- | ----------- | ----------- | ------ | ------ |
| 2017-gen. 2018      | Vicenza             | C                   | 12         | 0          | CI+CI-C         | 2+1             | 0               | -                  | -                  | -                  | -           | -           | -           | 15     | 0      |
| gen.-giu. 2018      | Juventus            | A                   | 0          | 0          | CI              | -               | -               | UCL                | -                  | -                  | SI          | -           | -           | 0      | 0      |
| 2018-2019           | Juventus U23        | C                   | 32         | 1          | CI-C            | 1               | 0               | -                  | -                  | -                  | -           | -           | -           | 33     | 1      |
| 2019-2020           | Juventus U23        | C                   | 17+2       | 0          | CI-C            | 6               | 1               | -                  | -                  | -                  | -           | -           | -           | 25     | 1      |
| Totale Juventus U23 | Totale Juventus U23 | Totale Juventus U23 | 49+2       | 1          |                 | 7               | 1               |                    | -                  | -                  |             | -           | -           | 58     | 2      |
| 2020-2021           | Vicenza             | B                   | 26         | 0          | CI              | 1               | 0               | -                  | -                  | -                  | -           | -           | -           | 27     | 0      |
| Totale Vicenza      | Totale Vicenza      | Totale Vicenza      | 38         | 0          |                 | 4               | 0               |                    | -                  | -                  |             | -           | -           | 42     | 0      |
| 2021-2022           | Pisa                | B                   | 35+4       | 1+0        | CI              | -               | -               | -                  | -                  | -                  | -           | -           | -           | 39     | 1      |
| 2022-2023           | Pisa                | B                   | 34         | 1          | CI              | 1               | 0               | -                  | -                  | -                  | -           | -           | -           | 35     | 1      |
| 2023-2024           | Pisa                | B                   | 30         | 1          | CI              | 1               | 0               | -                  | -                  | -                  | -           | -           | -           | 31     | 1      |
| 2024-gen. 2025      | Pisa                | B                   | 16         | 0          | CI              | 2               | 0               | -                  | -                  | -                  | -           | -           | -           | 18     | 0      |
| Totale Pisa         | Totale Pisa         | Totale Pisa         | 115+4      | 3          |                 | 4               | 0               |                    | -                  | -                  |             | -           | -           | 123    | 3      |
| gen.-giu. 2025      | Sampdoria           | B                   | 16         | 0          | CI              | -               | -               | -                  | -                  | -                  | -           | -           | -           | 16     | 0      |
| Totale Carriera     | Totale Carriera     | Totale Carriera     | 218+6      | 4          |                 | 15              | 1               |                    | 0                  | 0                  |             | 0           | 0           | 239    | 5      |

## Palmarès

### Competizioni giovanili
- Torneo di Viareggio: 1

Juventus: 2016

### Competizioni nazionali
- Coppa Italia Serie C: 1

Juventus U23: 2019-2020